# Paleodicraeia
Paleodicraeia là một chi thực vật có hoa trong họ Podostemaceae.

## Loài
Chi Paleodicraeia gồm các loài: